# Egnasia pictalis
Egnasia pictalis là một loài bướm đêm trong họ Noctuidae.